# Marella Discovery
Die Marella Discovery ist ein Kreuzfahrtschiff der britischen Reederei Marella Cruises. Es gehört zur Vision-Klasse, einer Baureihe von Panamax-Kreuzfahrtschiffen, die von der amerikanischen Reederei Royal Caribbean International bestellt wurde. Das Schiff wurde für weltweite Kreuzfahrten konzipiert und gehört zu den schnellsten Kreuzfahrtschiffen der Welt. Nach der Indienststellung war die Splendour of the Seas zunächst unter norwegischer Flagge im Einsatz, bevor sie 2005 auf den Bahamas registriert wurde. Sie ist das Schwesterschiff der Marella Discovery 2, der früheren Legend of the Seas.

## Geschichte

### Bau und Indienststellung
Nach der Vertragsunterzeichnung am 1. März 1993 fand die Kiellegung des Schiffes mit der Baunummer B31 am 4. September 1994 auf der Werft Chantiers de l’Atlantique in Saint-Nazaire statt. Nach der Flutung des Baudocks am 17. Juni 1995 wurde das Schiff an den Ausrüstungskai verlegt, dort fertiggestellt und konnte nach der Klassifizierung durch Det Norske Veritas am 15. März 1996 an die Reederei abgeliefert werden. Die Taufe erfolgte am 29. März 1996 durch Lisa Wilhelmsen in Southampton. Die Baukosten wurden mit 325 Mio. US-$ angegeben.

### Einsatz
Unmittelbar nach der Taufe lief die Splendour of the Seas am 31. März 1996 zu ihrer ersten Kreuzfahrt aus, die von Southampton nach Barcelona führte. Aufgrund ihrer Gesamtauslegung wurde sie in den folgenden Jahren weltweit für Kreuzfahrten, darunter auch regelmäßige Transatlantikpassagen, eingesetzt.
Im Jahr 2001 erfolgte eine umfassende Renovierung. Im November 2011 wurden im Rahmen eines Aufenthalts im Trockendock der spanischen Werft Navantia in Cádiz erneut umfangreiche Modernisierungsarbeiten durchgeführt. Hierbei haben 124 Außenkabinen Balkone erhalten und am Rumpf des Schiffes wurde ein Ducktail angebracht. Der 270 Tonnen schwere Ducktail ist innen hohl, verleiht dadurch zusätzlichen Auftrieb, bringt aber auch Ballast am tiefst möglichen Punkt des Schiffes. So lässt sich zusätzliches Gewicht ausgleichen, das über die Jahre durch neue Einbauten im Schiff, aber auch durch die zusätzlichen Balkone entstanden ist. Zugleich macht der Ducktail die Splendour of the Seas leichter manövrierbar. Des Weiteren hinzugekommen sind 13 neue Passagierkabinen und neun neue Kabinen für Besatzungsmitglieder. Bei den Passagierkabinen kam eine Familysuite sowie eine Innenkabine hinzu, vor allem aber elf neue Außenkabinen mit großen Panorama-Fenstern, die von der Decke bis zum Boden reichen. Sämtliche Kabinen und Bäder wurden renoviert und mit neuen Möbeln und Technik ausgestattet. Die Viking Crown Lounge wurde mit zwei Spezialitätenrestaurants, dem Izumi und dem Chops Grill, bereichert. Im „Centrum“, dem großen Atrium von Deck 4 bis 9, wurde die Champagne Bar durch die „R Bar“ ersetzt („R“ steht für Renaissance) und eine neu gestaltete Treppe eingebaut, deren Bereich unter anderem als Bühne für die neue Luftakrobatik-Show „Centrum Wow“ dient, die erstmals auf der Splendour of the Seas eingeführt wurde. Auch eine Großleinwand für Filme wurde im Außenbereich eingebaut. Die Kosten der Renovierung beliefen sich auf ungefähr 50 Millionen US-Dollar.
Zuletzt wurde das Schiff lange Zeit in den Sommermonaten regelmäßig ab Venedig für wöchentliche Mittelmeerkreuzfahrten eingesetzt. Im Winter war sie in Südamerika unterwegs. 2015 kaufte TUI Cruises das Schiff, um es ab Frühjahr 2016 an das Tochterunternehmen Thomson Cruises zu verchartern, wo es die Island Escape ablöste. Das Schiff sollte den Namen Thomson Discovery erhalten und in Port de Palma stationiert werden. Später wurde jedoch entschieden, dass das Schiff den Namen TUI Discovery erhalten soll. Am 21. April 2016 stellte Royal Caribbean International die Splendour of the Seas-Kreuzfahrt in Venedig außer Dienst. Die TUI Discovery wurde am 9. Juni 2016 in Palma getauft. 2017 wurde die Reederei in Marella Cruises und das Schiff in Marella Discovery umbenannt.
Am 21. Juli 2019 nahm die Marella Discovery ca. 40 Seemeilen westlich der Peloponnes 111 in Seenot geratene Personen (darunter 33 Kinder) auf. Die Flüchtlinge wurden wohlbehalten in den griechischen Hafen Kalamata gebracht und gingen dort an Land.

## Maschinenanlage und Antrieb

### Energieversorgung
Die Marella Discovery ist mit einer für diese Schiffsgröße sehr leistungsfähigen, dieselelektrischen Maschinenanlage ausgerüstet. Sie besteht aus fünf V-12-Zylinder-Dieselmotoren der Baureihe Wärtsilä 46, die sich durch geringen Schadstoffausstoß und vibrationsarmen Lauf auszeichnen. Sie treiben Generatoren von GEC Alstom an, die das gesamte Schiff mit elektrischer Energie versorgen. Die Abwärme der Dieselmotoren wird in Abgaskesseln für die Erzeugung von Prozessdampf genutzt, der unter anderem für die Erzeugung von Trinkwasser verwendet wird.
Für die Notstromversorgung ist das Schiff mit zwei Dieselgeneratoren ausgestattet. Bei deren Antriebsmotoren handelt es sich um 12-Zylinder-Dieselmotoren des Typs Detroit Diesel 12V92TA.
Um eine hohe Stabilität auf offener See zu gewährleisten, ist die Maschinenanlage in der Mitte des Rumpfs angeordnet.

### Antrieb und Manövrierhilfen
Der Antrieb der Marella Discovery erfolgt mit zwei Festpropellern, die von Drehstrom-Synchronmotoren (Hersteller: Alstom Marine) über Wellenanlagen angetrieben werden. Die hohe Antriebsleistung von über 20 MW pro Motor ermöglicht bei Propellerdrehzahlen von bis zu 145/min Geschwindigkeiten über 25 Knoten, wobei jedoch spürbare Vibrationen entstehen. Bei niedrigeren Geschwindigkeiten gilt das Schiff als sehr laufruhig.
Um die konventionelle Ruderanlage bei niedrigen Geschwindigkeiten und beim Manövrieren zu unterstützen, verfügt die Splendour of the Seas über zwei Brunvoll-Querstrahlanlagen im Bug und eine im Heck.

## Kabinen und Bordeinrichtungen
Die Splendour of the Seas bietet in insgesamt 902 Kabinen Platz für maximal 2.064 Passagiere. Von den 575 Außenkabinen sind 232 mit Balkon ausgestattet. 388 Kabinen verfügen über drei bzw. vier Betten. 17 Kabinen sind barrierefrei eingerichtet. Da das Schiff auch für längere Kreuzfahrten konzipiert ist, wurden die Kabinen im Vergleich zu den älteren Schiffen der Reederei vergrößert. Die Innenausstattung des Schiffes entwarf der norwegische Architekt Njal R. Eide. Besondere Merkmale sind die raumhohen Fenster, Glaskuppeln und Oberlichter mit einer Gesamtfläche von mehr als 8.000 m².

## Siehe auch

Splendour of the Seas auslaufend Venedig